# Okřehek nejmenší
Okřehek nejmenší (Lemna minuta, syn.: Lemna minuscula) je druh jednoděložné rostliny z čeledi árónovité (Araceae). Starší systémy ho řadí do samostatné čeledi okřehkovité (Lemnaceae).

## Popis
Jedná se o extrémně redukovanou vodní rostlinu, která je volně plovoucí na hladině, je víceméně jednoletá (alespoň v mírném a chladném pásu), jednodomá s jednopohlavnými květy. Celá lodyha má „stélkovitý tvar“, „stélka“ je drobná, cca 0,8–4 mm v průměru, obvejčitá. Listy zcela chybí, někteří autoři však považují „stélku“ za list. Kořeny jsou přítomny, na každou „stélku“ připadá jen 1 kořen. Tím se liší od závitky mnohokořenné, u které připadá na 1 "lístek" 7–21 kořenů. "Lístky jsou většinou tmavě zelené, svrchu lesklé, na vrcholu často mají kratičkou špičku, na rozdíl od okřehku červeného neobsahují nachovou barvu. „Lístek“ je víceméně plochý, nikoliv na spodní straně výrazně vypouklý jako u okřehku hrbatého, okraje „lístku“ jsou ztenčelé. Lístek je pouze s 1 žilkou, nad kterou je skoro vždy ostrý hřbítek. Turiony vždy chybějí. Vegetativní rozmnožování vysoce převažuje nad pohlavním a rostliny vytvářejí rozsáhlé kolonie, okřehek nejmenší kvete jen vzácně. Květy jsou v redukovaných květenstvích obsahujících většinou 3 květy, květenství je uzavřeno v drobném toulcovitém membránovitém listenu. Okvětí chybí. Samčích květy jsou v květenství většinou 2 a jsou redukované na 1 tyčinku. Samičí květ redukován na gyneceum, které je zdánlivě složené z 1 plodolistu, zdánlivě monomerické (snad by mohlo být interpretováno jako pseudomonomerické), semeník je svrchní. Plod je suchý, nepukavý měchýřek, obsahující většinou 1 semeno.

## Rozšíření ve světě
Okřehek nejmenší je přirozeně rozšířen v Severní Americe, v Mexiku a ve Střední Americe. Zavlečen byl do Jižní Ameriky, Evropy a Asie.

## Rozšíření v Česku
Z ČR není zatím spolehlivě potvrzen. Je však možné, že v ČR už někde roste a je přehlížen. Je pravděpodobné, že bude v budoucnu nalezen, protože byl už zaznamenán ve více státech Evropy.